# Cocinado a baja temperatura

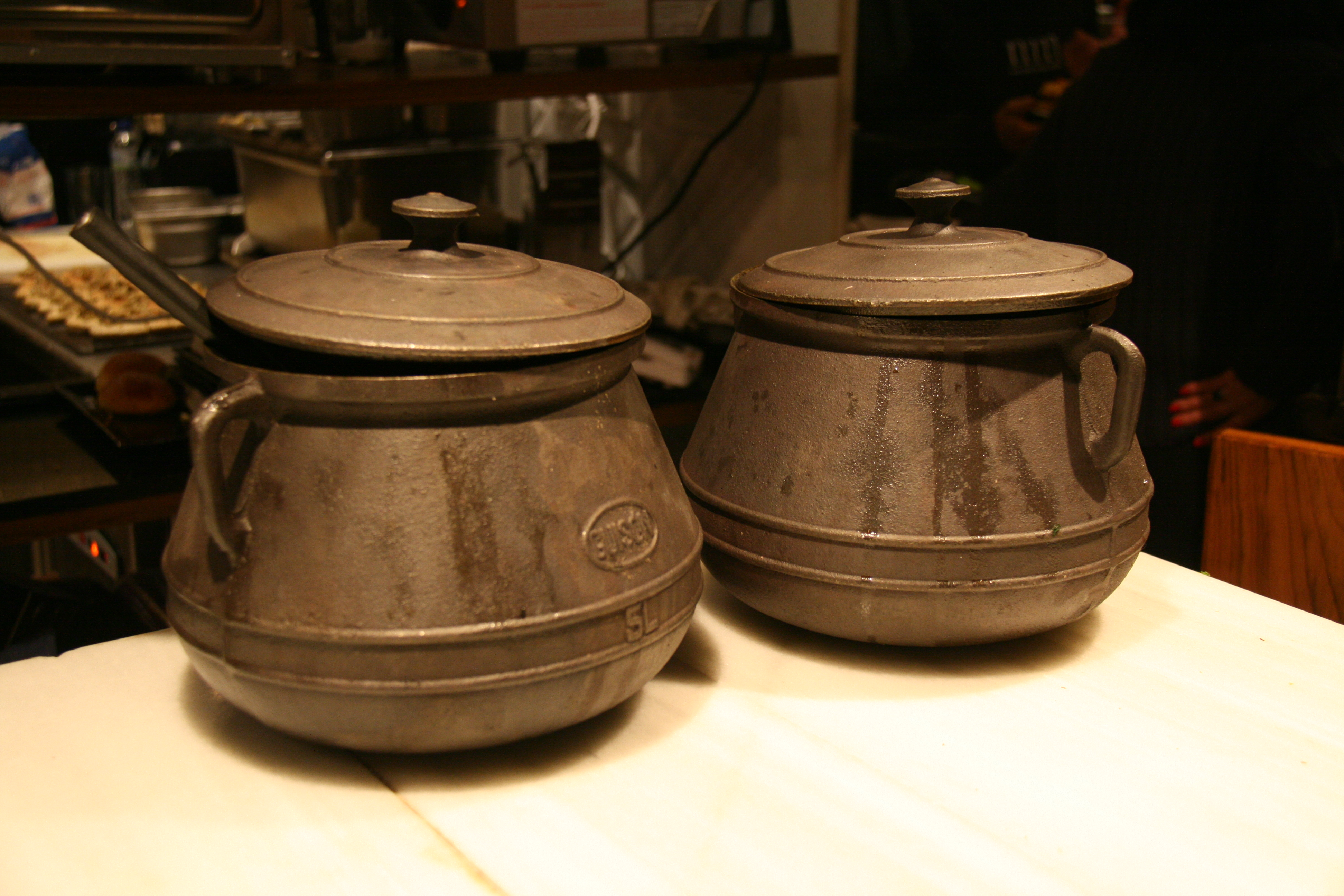
En algunas ocasiones la cocción a bajas temperaturas proporciona a los alimentos texturas agradables.

El cocinado a baja temperatura es una técnica culinaria, consistente en emplear fuentes de calor de baja intensidad a los alimentos con el objetos de cocinarlos durante períodos lo más prolongados posibles (de varias decenas de horas). Los resultados culinarios se traducen en alimentos con unos sabores más contrastados y unas texturas más suaves comparados con los métodos tradicionales de mayor temperatura y menor tiempo. Muchos de los alimentos cocinados a bajas temperaturas suelen estar por debajo de los 70 °C y esto hace que (como puede ser el caso de carnes rojas como la de vacuno) pueda llegar a cocinarse durante largos periodos de diez a doce horas. La técnica fue desarrollada en los años setenta por Georges Pralus para el restaurante Troigros y en la actualidad es empleada por numerosos chefs incluyendo a Marc Veyrat y Heston Blumenthal.

## Características
La teoría dice que los alimentos deben ser expuestos a fuentes de calor (o a agentes químicos, como pueden ser ácidos, alalís, etc) para ser cocinados. Si la exposición es intensa el tiempo de cocción será breve, mientras que si es de baja intensidad el tiempo de cocinado se prolonga. Siendo una afirmación habitual decir que: el tiempo de cocinado es inversamente proporcional a la intensidad de la fuente de calor (o de agente químico). En términos culinarios: Baja Temperatura Largo Tiempo, que abreviadamente se denomina como: BTLT. Bajo esta idea el cocinado a baja temperatura requiere siempre de largos períodos de cocinado, llegando a superar fácilmente la decena de horas. Uno de los instrumentos que permite estas largas operaciones culinarias son las ollas de cocción lenta (concepto contrapuesto al de la olla a presión), o incluso hornos en rangos de funcionamiento a bajas temperaturas. Desde los años setenta se han venido desarrollando diversas investigaciones acerca de la cocción de alimentos a bajas temperaturas. En inglés, a veces esta técnica culinaria se denomina como: Low Temperature Cooking (abreviadamente como: LTC).
Entre las características de esta técnica culinaria se encuentra la de perder menos materia alimenticia durante la cocción (por debajo de un 10% del peso del alimento inicialmente) debido a la menor evaporación. Esta disminución de materia es menor aún, si se emplean métodos como el Sous-vide (baja temperatura en vacío) donde se retienen todos los vapores de la cocción.

## Efectos sobre ciertos alimentos
El cocinado a bajas temperaturas afecta de forma diferente a los alimentos:
- Las carnes al ser expuestas a estas bajas temperaturas durante largos períodos de tiempo, suelen suavizar sus fibras y ofrecer texturas más blandas tras el cocinado.[2][4] La operación por regla general es independiente del origen animal de la carne. En algunas ocasiones se suelen emplear carnes de propiedades más 'rígidas' (generalmente de inferior calidad) con el objeto de finalizar con una carne tierna. La mayoría de las carnes retienen sus jugos internos. Este método es ideal en la preparación de caldos y sopas.
- Las legumbres empleadas en numerosos cocidos y estofados aceptan por regla general cocciones prolongadas a bajas temperaturas. Las legumbres secas necesitan de períodos de remojo previos a la cocción, al igual que en la cocción tradicional.
- Las pastas, por regla general, no aceptan bien cocciones prolongadas en el tiempo debido a que suelen perder su estructura rígida y acaban disolviéndose a las pocas horas de cocción en los caldos circundantes.

## Salud
La cocción de alimentos por debajo de los 80 °C puede ofrecer ciertos riesgos para la salud. La mayoría de las bacterias cesan su actividad reproductora o mueren a temperaturas de 68 °C cuando están expuestos durante un período de diez minutos, es por esta razón por lo que cocciones a temperaturas inferiores deben ser realizadas con alimentos cuidadosamente esterilizados (mediante pasteurización) o establecimiento de zonas HACCP en el caso de sitios industriales. En algunos casos, se aconseja un precalentamiento inicial de los alimentos, de tal forma que alcancen los 90 °C durante una decena de minutos, antes de afrontar el largo período de cocción.

## Precedentes históricos
Los  judíos españoles cocinaban a baja temperatura los viernes para que el plato quedara listo para el Shabat, día en que tenían prohibido realizar ciertos trabajos como cocinar. La adafina es un cocido que se realizaba en olla de barro a muy baja temperatura y que ha llegado a nuestros días.